# Paulius Rabikauskas
Paulius Rabikauskas (Gudžiūnai, 16 dicembre 1920 – Roma, 7 marzo 1998) è stato un presbitero, teologo e storico della Chiesa lituano.

## Biografia
Paulius Rabikauskas frequentò il ginnasio dei gesuiti di Kaunas e nel 1938 fece il suo ingresso nella Compagnia di Gesù. Dal 1942 al 1944 studiò filosofia a Pagryžuvys. Fra i disordini della Seconda guerra mondiale poté terminare gli studi filosofici al collegio Berchmann di Pullach im Isartal nel 1944. Il 25 luglio 1948 fu ordinato presbitero. Nel 1949 conseguì la licenza in teologia e dal 1951 al 1953 studiò per il dottorato in storia della Chiesa alla Pontificia Università Gregoriana di Roma. Dal 1953 al 1955 studiò all'Università Ludwig Maximilian di Monaco latino, paleografia e diplomatica.
Dal 1955 divenne prima docente e dal 1961 professore di paleografia e diplomatica alla Gregoriana. Dal 1970 al 1973 insegnò paleografia alla Scuola vaticana di paleografia diplomatica e archivistica. Dal 1985 al 1991 fu decano della facoltà di storia della Chiesa e dal 1975 al 1978 vicerettore della Gregoriana. Fu professore all'Accademia cattolica lituana delle scienze, di cui fu segretario dal 1962 al 1965. 
Paulius Rabikauskas è autore di numerose monografie e lavori scientifici. Dal 1975 fu curatore del bollettino scientifico Archivum historiae pontificiae. Fulcro della sua ricerca era la diplomatica, in particolare quella della Cancelleria Apostolica.
Ricevette diversi riconoscimenti, tra cui un dottorato honoris causa dalla Pontificia Accademia Teologica di Cracovia. Papa Giovanni Paolo II lo nominò consigliere della Congregazione per le Cause dei Santi nel 1992. Nel 1995 fu nominato cittadino onorario della Lituania.